# Schlossgraben (Igelsbach)
Der Schlossgraben ist ein linker und nördlicher Zufluss des Igelsbachs bei Absberg im mittelfränkischen Landkreis Weißenburg-Gunzenhausen.

## Verlauf
Der Schlossgraben entspringt am Rande eines Waldgebiets auf einer Höhe von 486 m ü. NN im Spalter Hügelland nordwestlich des Dorfes Igelsbach und südlich von Kalbensteinberg. Der Bach fließt beständig in südliche Richtung , erst durch einen Wald, dann durch Offenland. Der Schlossgraben mündet nach einem Lauf von rund 500 Metern auf einer Höhe von 440 m ü. NN westlich von Igelsbach von links in den Igelsbach. Der Schlossgraben hat keine bedeutenden Zuflüsse und liegt an keinen Ortschaften.